# Rivière Kinojévis
Rivière Kinojévis är ett vattendrag i Kanada.   Det ligger i provinsen Québec, i den sydöstra delen av landet, 400 km nordväst om huvudstaden Ottawa.
I omgivningarna runt Rivière Kinojévis växer i huvudsak blandskog. Trakten runt Rivière Kinojévis är nära nog obefolkad, med mindre än två invånare per kvadratkilometer.